# Élections législatives de 1956 dans le territoire de la Côte d'Ivoire
Les élections législatives de 1956 dans le territoire de la Côte d'Ivoire sont des élections françaises qui ont eu lieu le 2 janvier 1956 en Côte d'Ivoire dans le cadre des élections législatives françaises de 1956, sous la IVe République.
Ce sont les dernières élections législatives de la Quatrième république, après les élections de novembre 1946 et de juin 1951.

## Mode de scrutin
L'Assemblée nationale est composée de 626 sièges pourvus au scrutin proportionnel plurinominal suivant la règle de la plus forte moyenne, sans panachage.
Dans la circonscription de Côte d'Ivoire, deux députés sont à élire.

## Élus
| Député sortant         | Parti | Parti       | Député élu ou réélu      | Parti | Parti      |
| ---------------------- | ----- | ----------- | ------------------------ | ----- | ---------- |
| Félix Houphouët-Boigny |       | RDA (UDSR)  | Félix Houphouët-Boigny   |       | RDA (UDSR) |
| Sékou Sanogo           |       | EDICI (MRP) | Daniel Ouezzin Coulibaly |       | RDA (UDSR) |

## Résultats

### Résultats à l'échelle du territoire
| Parti    | Parti        | Tête de liste          | Résultats | Résultats | Sièges |  |
| Parti    | Parti        | Tête de liste          | Voix      | %         |        |  |
| -------- | ------------ | ---------------------- | --------- | --------- | ------ |  |
|          | RDA (UDSR)   | Félix Houphouët-Boigny | 502 711   | 86,17     | 2 1    |  |
|          | EDICI (MRP)  | Sékou Sanogo           | 39 106    | 6,70      | - 1    |  |
|          | UR (ex SFIO) | Adrien Dignan Bailly   | 21 592    | 3,70      | -      |  |
|          | UACI         | Amadou Diop            | 4 138     | 0,71      | -      |  |
|          | SFIO         | Babacar Diop           | 1 054     | 0,18      | -      |  |
|          | UM           | Diomandé Mema          | 961       | 0,17      | -      |  |
|          | IESCI        | Coulibaly Bazoumana    | 864       | 0,15      | -      |  |
|          | EÉ           | Adama Dasso            | 857       | 0,15      | -      |  |
|          | USUF         | Georges Fournier       | 753       | 0,13      | -      |  |
|          | ÉCI          | Djié Joseph Kadio      | 748       | 0,13      | -      |  |
|          | EN           | Koné Fansoya           | 668       | 0,12      | -      |  |
|          | LL           | Luc Pokpa Tapé         | 627       | 0,11      | -      |  |
|          | MA           | André Adou             | 598       | 0,10      | -      |  |
|          |              |                        |           |           |        |  |
| Inscrits | Inscrits     | Inscrits               | 880 696   | 100,00    | 2      |  |
| Votants  | Votants      | Votants                | 589 587   | 66,95     |        |  |
| Exprimés | Exprimés     | Exprimés               | 583 410   | 98,95     |        |  |